# Macrus parvulus
Macrus parvulus är en stekelart som först beskrevs av Johann Ludwig Christian Gravenhorst 1829.  Macrus parvulus ingår i släktet Macrus och familjen brokparasitsteklar. Arten är reproducerande i Sverige. Utöver nominatformen finns också underarten M. p. solenobiae.